# Albert Ernst (Politiker)
Albert Ernst (* 17. November 1847 in Görshagen; † 15. Januar 1917 in Charlottenburg) war Pädagoge und Mitglied des Deutschen Reichstags.

## Leben
Ernst wurde nach dem frühen Tod seines Vaters Ludwig und dem Verkauf der elterlichen Mühle in Marsow Hauslehrer. Ab 1867
besuchte er das evangelische Schullehrer-Seminar in Köslin. Ab 1869 war er Lehrer in Belgard und von 1870 bis 1875 Lehrer an der höheren Privat-Mädchenschule des Dr. Wegener in Stettin. Zwischen 1875 und 1879 war er Königlicher Seminarlehrer in Franzburg und seit 1879 Direktor der Kaiserin Auguste-Victoria-Schule in Schneidemühl. Seit 1892 Stadtverordneter, weiter war er Vorstandsmitglied des Posener Provinzial-Lehrer-Vereins und Vorsitzender des Neumärkisch-Posener Bezirks-Verbandes der Gesellschaft für Verbreitung von Volksbildung. Er setzte sich besonders für die Einführung des Haushaltungsunterrichts für Mädchen ein und veröffentlichte Lesebücher für Mädchen- und Fortbildungsschulen.
Von 1898 bis 1903 war er Mitglied des Deutschen Reichstags für den Wahlkreis Regierungsbezirk Bromberg 1 (Czarnikau, Filehne, Kolmar in Posen) und die Freisinnige Vereinigung. Ab 1899 bis zu seinem Tode war er auch Mitglied des Preußischen Abgeordnetenhauses für den Wahlkreis Posen 3 (Samter – Birnbaum – Schwerin i. W.).